# Aelurillus rugatus
Aelurillus rugatus là một loài nhện trong họ Salticidae.
Loài này thuộc chi Aelurillus. Aelurillus rugatus được Friedrich Wilhelm Bösenberg & Lenz miêu tả năm 1895.